# Сасвелд
Сасвелд (нід. Saasveld) — село в нідерландській провінції Оверейсел. Входить до муніципалітету Дінкелланд.
Його площа становить 21,98 км², а населення станом на 2021 рік складало 1 700 осіб.
Перша згадка про населений пункт датується 1145 роком.

## Галерея

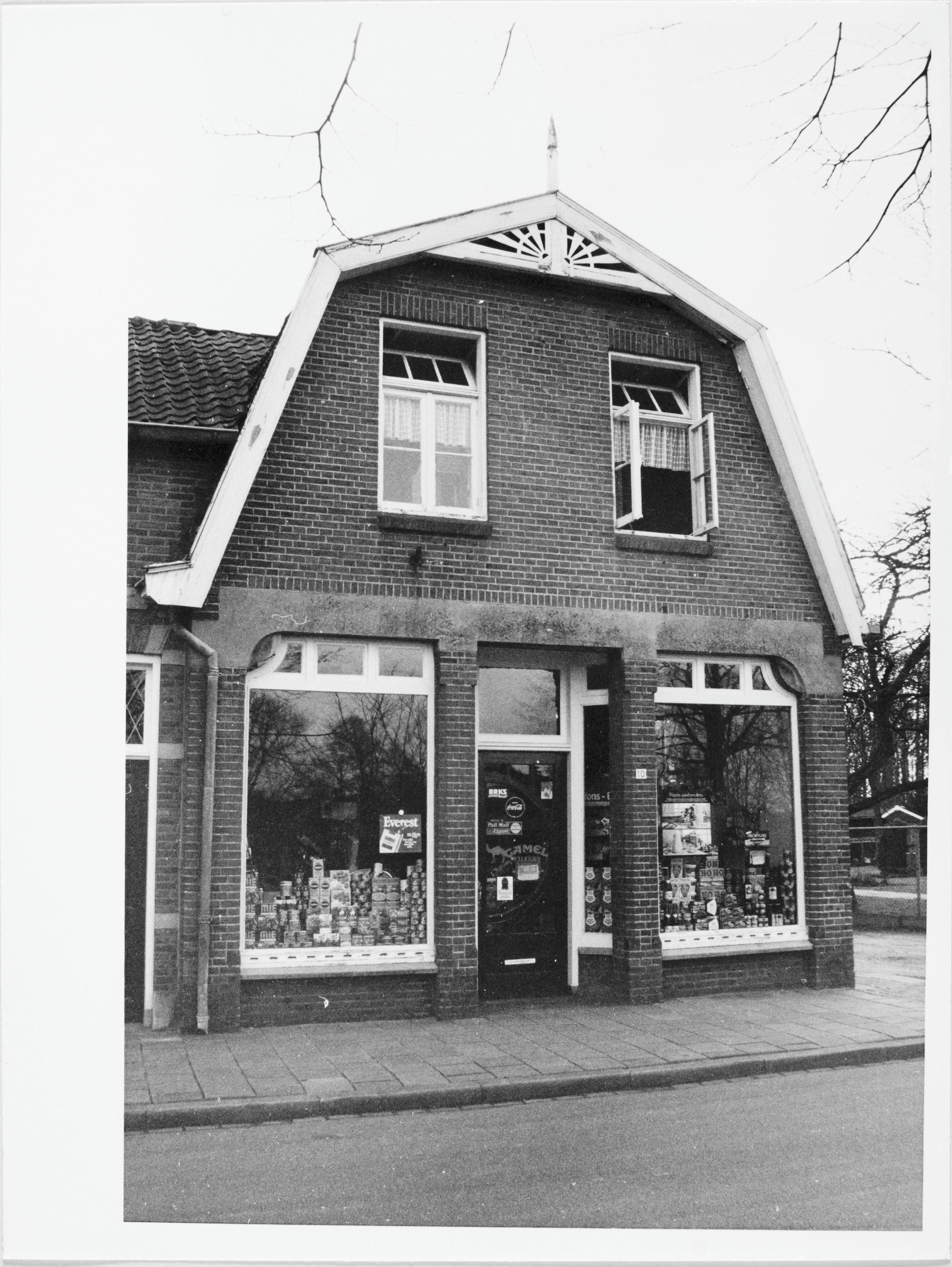
Сільський магазин (1983)
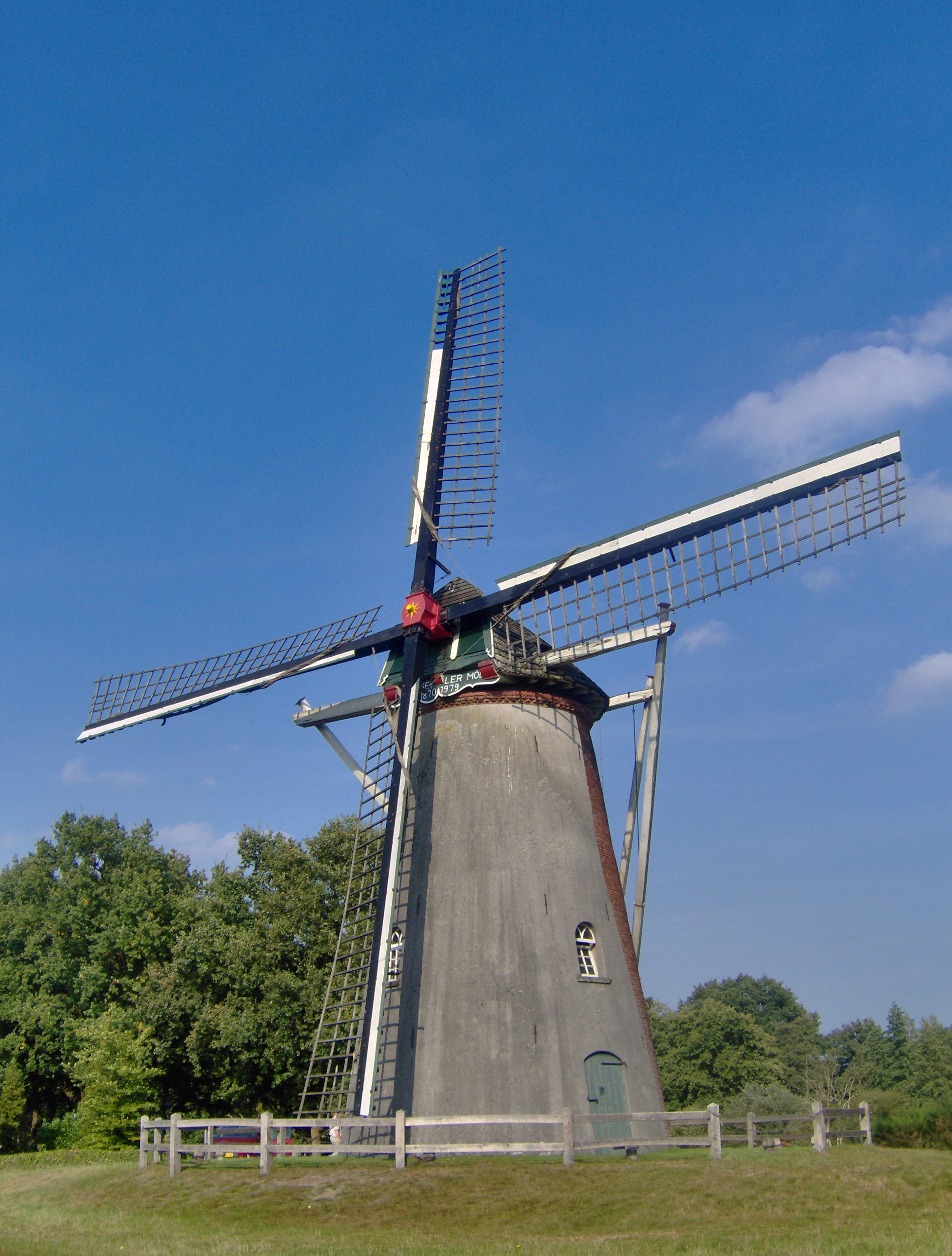
Вітряк Soaseler Möl
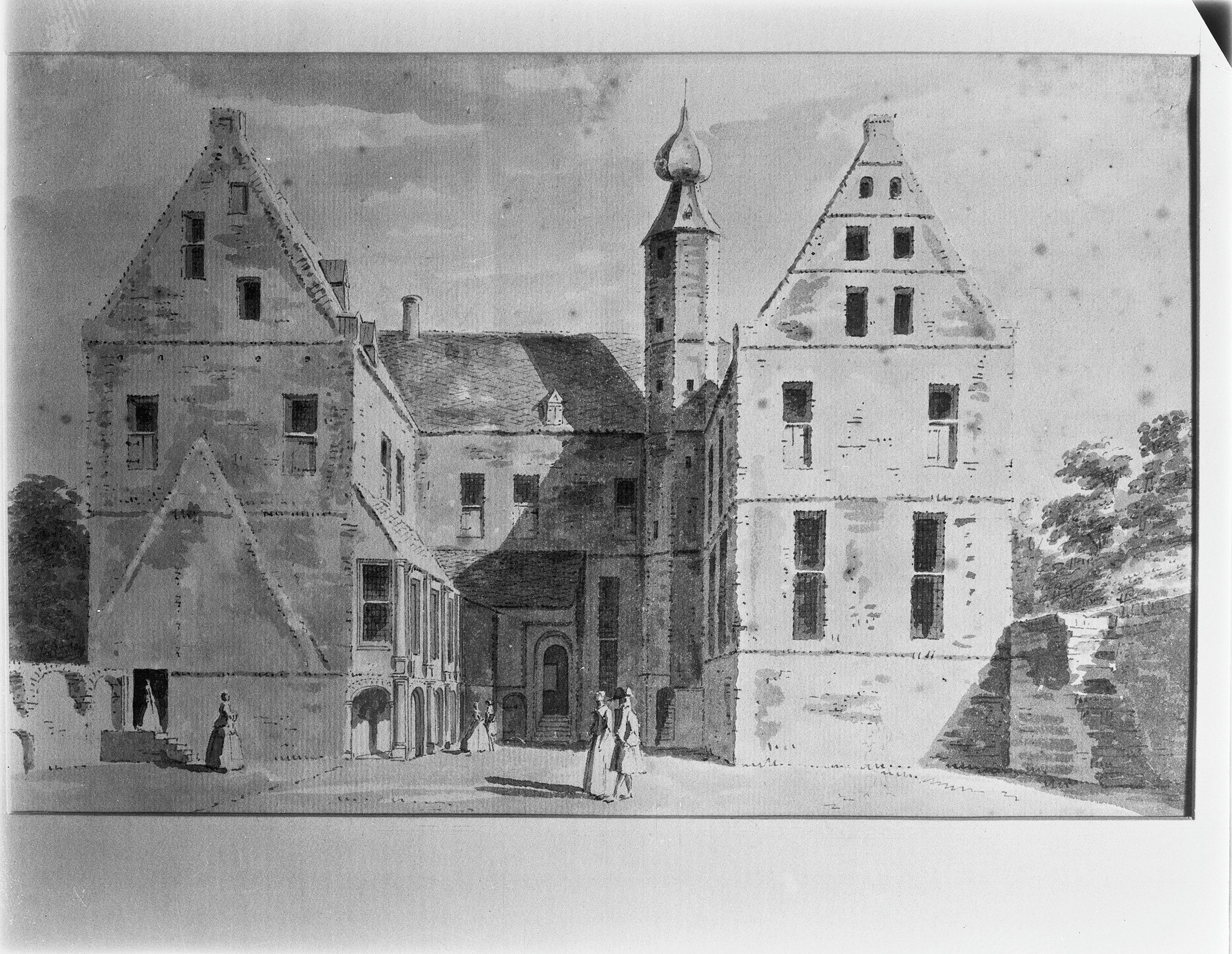
Малюнок села (1722-1748)